# Gouvernements Smuts (1919-1924)
Pour les articles homonymes, voir Gouvernement Smuts.
Régime parlementaire dans le cadre de la Monarchie britannique
Gouvernement Louis Botha Gouvernement Hertzog
Le gouvernement Smuts désigne les membres des 3 gouvernements sud-africains dirigés par le Premier ministre Jan Smuts entre le 3 septembre 1919 et le 30 juin 1924.

## Contexte
Jan Smuts devint Premier ministre à la mort de Louis Botha en septembre 1919, reprenant alors la direction du gouvernement formé par Botha en 1915.
Lors des élections générales de 1920, avec 41 élus à la chambre basse, le parti sud-africain mené par Jan Smuts fut devancé de 3 sièges par le parti national (44 députés). Les deux partis se retrouvaient alors obligés de constituer des alliances avec les partis tiers (unionistes et travaillistes) pour former le nouveau gouvernement. Le parti sud-africain eu vite fait de constituer une alliance avec les pro-britanniques du parti unioniste (25 sièges) et Jan Smuts fut reconduit au poste de premier ministre. 
Peu de temps après dans la même année, les unionistes acceptèrent de rallier le parti sud-africain et des élections générales anticipées furent organisées pour le mois de février 1921. Le parti sud-africain remporta alors 79 sièges contre 45 sièges au Parti National et 6 sièges aux travaillistes. Ces derniers soutenant également le gouvernement de Smuts, le parti national est alors isolé sur la scène politique parlementaire. 

## Membres du cabinet durant les 3 gouvernements Smuts de 1919 à 1924
| Ministère                 | Nom                                                                   | Parti             | Période                       |
| ------------------------- | --------------------------------------------------------------------- | ----------------- | ----------------------------- |
| Premier ministre          | Jan Smuts                                                             | SAP               | 1919-1924                     |
| Affaires indigènes        | Jan Smuts                                                             | SAP               | 1919-1924                     |
| Finances                  | Thomas Orr Henry Burton                                               | SAP               | 1919-1920 1920-1924           |
| Justice                   | Nicolaas Jacobus de Wet                                               | SAP               | 1919-1924                     |
| Défense                   | Hendrik Mentz                                                         | SAP               | 1919-1924                     |
| Intérieur                 | Thomas Watt Patrick Duncan                                            | SAP Unioniste/SAP | 1919-1921 1921-1924           |
| Rails et ports            | Henry Burton Thomas Watt John William Jagger                          | SAP Unioniste/SAP | 1919-1920 1920-1921 1921-1924 |
| Terres                    | Hendrik Mentz Deneys Reitz                                            | SAP               | 1919-1920 1921-1924           |
| Agriculture               | Hendrik Christiaan van Heerden François Stephanus Malan Thomas Smartt | SAP Unioniste/SAP | 1919-1920 1920-1921 1921-1924 |
| Éducation                 | François Stephanus Malan Patrick Duncan                               | SAP Unioniste/SAP | 1919-1921 1921-1924           |
| Mines et industrie        | François Stephanus Malan                                              | SAP               | 1920-1924                     |
| Santé publique            | Thomas Watt Patrick Duncan                                            | SAP Unioniste/SAP | 1919-1921 1921-1924           |
| Travaux publics et Postes | Thomas Watt Jacobus A. Graaff Thomas Watt                             | SAP               | 1919-1920 1920-1921 1921-1924 |